# 27. juni
27. juni er dag 178 i året i den gregorianske kalender (dag 179 i skudår). Der er 187 dage tilbage af året.
Dagens navn er syvsoverdag, efter en legende om syv kristne, der angiveligt blev indemuret af forfølgende romere og faldt i søvn, for derefter at vågne op igen 200 år senere i år 447. - På landet kaldtes man syvsover, hvis man sov til klokken 7 og ikke var stået op for at røgte dyrene tidligt.

### Begivenheder
Født - Dødsfald
- 1542 - Den portugisiske opdagelsesrejsende Juan Rodríguez Cabrillo gør krav på Californien til Spanien
- 1614 - Det aftales med Hans van Steenwinkel II, at han skal opføre en "ringrendingsplads" ved Frederiksborg Slot. Ringridning var en af datidens mest yndede idrætter blandt adelen.
- 1726 - Storbrand ødelægger domkirken i Viborg, kun murene og hvælvingen står tilbage.
- 1917 - Olaf Henriksen, den eneste danskfødte spiller i Major League Baseballs historie, optræder i sin sidste kamp i den bedste række i USA.
- 1918 - For første gang redder et menneske livet ved at bruge en faldskærm.
- 1940 - Sovjetunionen rykker ind i Rumænien, efter at kong Karol har nægtet at afstå Besarabien og Bukovina.
- 1944 - Amerikanske tropper befrier Cherbourg efter svære kampe.
- 1946 - Brødrationering indføres i England.
- 1950 - USA beslutter sig (to dage efter krigen start) for at sende tropper til Korea for at deltage i Koreakrigen og kæmpe mod kommunistiske Nordkorea
- 1954 - Det første atomkraftværk i verden sættes i gang i byen  Obninsk, 107 km sydvest for Moskva i Rusland.
- 1954 - Militæret tager magten i Guatemala - støttet af amerikanske United Fruit Company.
- 1959 - Den svenske bokser Ingemar Johansson bliver verdensmester i sværvægt på Knockout over Floyd Patterson.
- 1975 - Jagt på finhvaler forbydes.
- 1976 - Terrorister fra PLO kaprer et Air France fly med 257 passagerer og tvinger flyet til landing i Entebbe lufthavn i Uganda.
- 1986 - En Bugatti sportsvogn sælges for 6,5 mio $.
- 1986 - Færgen Peter Wessel kolliderer i tæt tåge med den svenske coaster Sydfjord, hvis syv mands besætning alle omkommer.
- 1991 - To dage efter at have erklæret sin selvstændighed angribes Slovenien af jugoslaviske tropper, hvilket bliver starten på Tidageskrigen, der ender med slovensk sejr
- 1993 - USA bomber den irakiske efterretningstjenestes installationer efter afsløring af attentatplaner mod præsident George Bush.
- 1995 - Burmeister & Wain i København går i betalingsstandsning.
- 1997 - FN's inspektører i Irak forlanger at få adgang til omdiskuterede installationer.
- 1997 - Poul Nyrup Rasmussen frifindes for grundlovsbrud ved at underskrive Maastricht-traktaten.
- 2005 - En dom fra den amerikanske højesteret fastslår, at firmaer, der fremstiller fildelingsprogrammer er ansvarlige for den ulovlige kopiering, der foregår ved hjælp af disse programmer.
- 2019 - Mette Frederiksen præsenterer sit nye ministerhold for Dronningen, og indtræder officielt som Danmarks 42. statsminister, efter folketingsvalget 5. juni 2019.

### Født
- 1462 - Ludvig 12., fransk konge (død 1515).
- 1550 - Karl 9., fransk konge (død 1574).
- 1818 - H.V. Kaalund, dansk digter (død 1885).
- 1850 - Jørgen Pedersen Gram, dansk matematiker (død 1919).
- 1854 - N.Th. Neergaard, dansk politiker, historiker,  konsejlspræsident og statsminister (død 1936).
- 1859 - Mildred Hill, amerikansk sangskriver (død 1916).
- 1869 - Emma Goldman, litauiskfødt anarkist og feminist (død 1940).
- 1880 - Helen Keller, amerikansk forfatter (død 1968).
- 1899 - Carl Johan Hviid, dansk skuespiller (død 1964).
- 1899   - Juan Trippe, amerikansk luftfartsentreprenør og pionér (død 1981).
- 1918 - Willy Breinholst, dansk forfatter og humorist (død 2009).
- 1930 - Carl Scharnberg, dansk forfatter og digter (død 1995).
- 1941 - Krzysztof Kieślowski, polsk filminstruktør (død 1996).
- 1947 - Frede Norbrink, dansk musiker og sanger, kendt som Frede Fup.
- 1950 - Helge Sander, dansk politiker og minister.
- 1954 - Niels Erik Eskildsen, dansk politiker og rådmand (død 2006).
- 1955 - Isabelle Adjani, fransk skuespiller.
- 1975 - Tobey Maguire, amerikansk skuespiller.
- 1977 - Raúl, spansk fodboldspiller.

### Dødsfald
- 1844 - Joseph Smith, amerikansk grundlægger af Mormonkirken (født 1805).
- 1949 - Ludvig Brandstrup, dansk skuespiller (født 1892).
- 1955 - Martin A. Hansen, dansk forfatter (født 1909).
- 1980 - Børge Outze, dansk modstandsmand og grundlægger af Dagbladet Information (født 1912).
- 1999 - Georgius Papadopoulos, græsk diktator (født 1919).
- 2001 - Tove Jansson, finsk forfatter, maler og tegner (født 1914).
- 2001 - Jack Lemmon, amerikansk skuespiller (født 1925).
- 2005 - Domino Harvey, britisk lykkejæger (født 1969).
- 2016 - Bud Spencer,  italiensk skuespiller, filminstruktør og svømmer (født 1929).
- 2016 - Pelle Gudmundsen-Holmgreen, dansk komponist (født 1932).